# بونيغهايم
بونيغهايم (بالألمانية: Bönnigheim) هي بلدة، مدينة وبلدة ألمانية تقع في ألمانيا في Regierungsbezirk Stuttgart.[بحاجة لمصدر] يقدر عدد سكانها بـ 7,524 نسمة .

## المدن التوأمة
مدن Rouffach، Neukirch/Lausitz وBalatonboglár هي مدن توأمة لـبونيغهايم.

## معرض صور

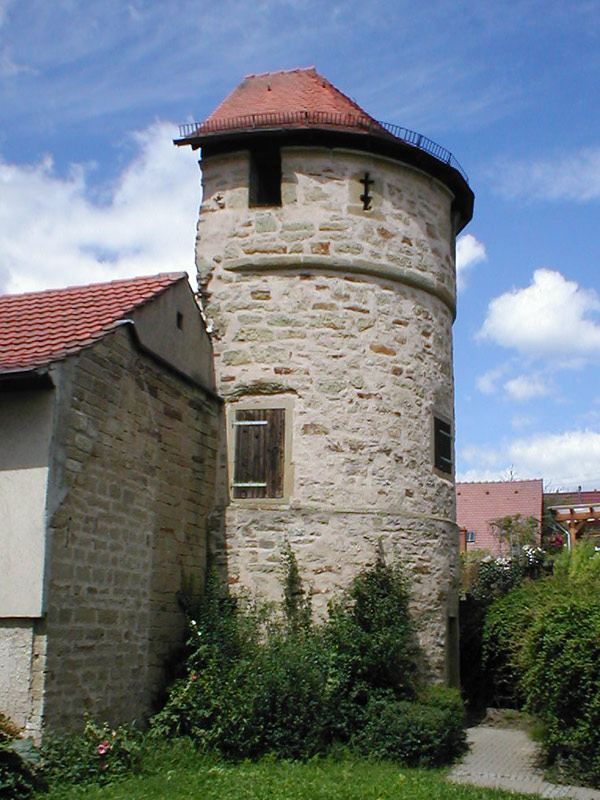
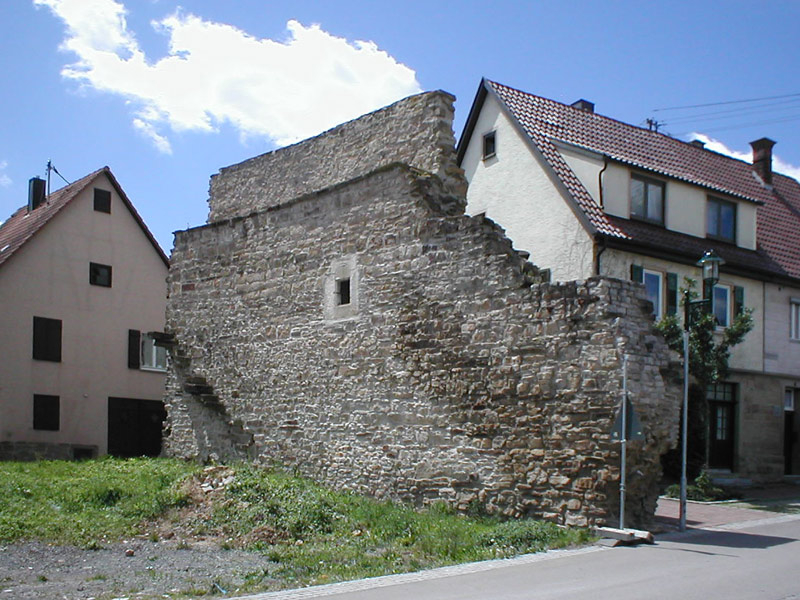
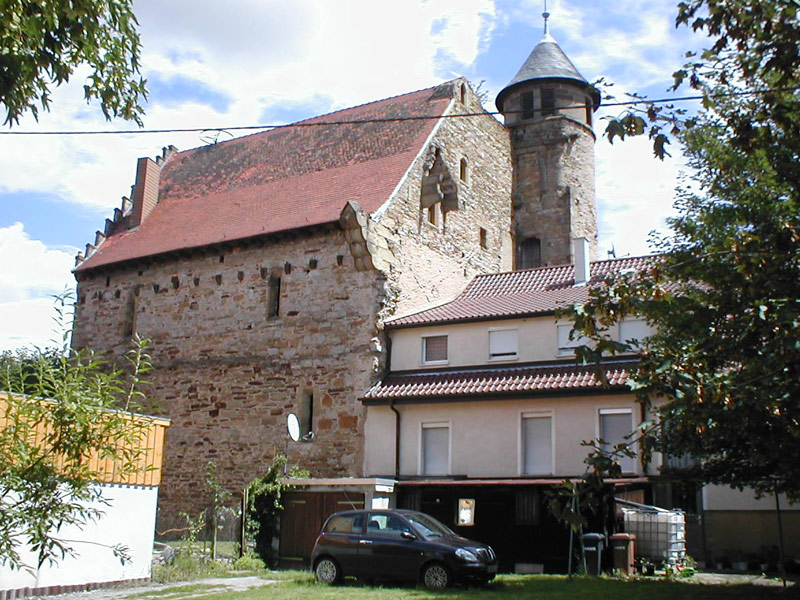

## أعلام
- جاكوب إرهارت